# Римнічень
Римнічень, Римнічені (рум. Râmniceni) — село у повіті Вранча в Румунії. Входить до складу комуни Мейкенешть.
Село розташоване на відстані 159 км на північний схід від Бухареста, 28 км на південний схід від Фокшан, 46 км на захід від Галаца, 143 км на схід від Брашова.

## Населення
За даними перепису населення 2002 року у селі проживала 1701 особа. Рідною мовою 1700 осіб (99,9%) назвали румунську.
Національний склад населення села:
| Національність | Кількість осіб | Відсоток |
| -------------- | -------------- | -------- |
| румуни         | 1671           | 98,2%    |
| цигани         | 30             | 1,8%     |